# 四书章句集注

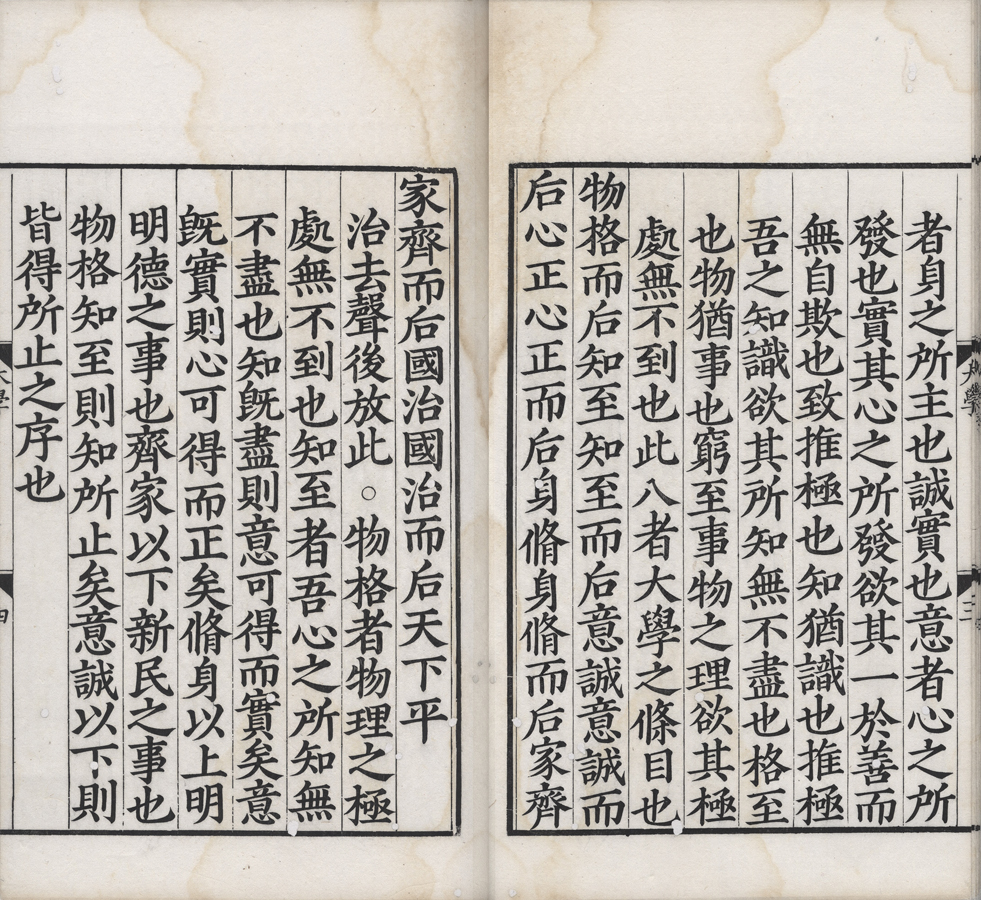
清內府仿刊宋淳祐本

《四书章句集注》是一部儒家理学著作，为南宋朱熹所著，是四书的重要的注本。其内容分为《大学章句》（1卷）、《中庸章句》（1卷）、《论语集注》（10卷）以及《孟子集注》（14卷）。

## 内容
朱熹首次將《禮記》中的《大學》、《中庸》與《論語》、《孟子》並列，認為《大學》中“經”的部分是“孔子之言而曾子述之”，“傳”的部分是“曾子之意而門人記之”；《中庸》是“孔門傳授心法”而由“子思筆之於書以授孟子”。四者上下連貫傳承而為一體。
《大學》、《中庸》中的註釋稱為“章句”，《論語》、《孟子》中的註釋集合了眾人說法，稱為“集注”。後人合稱其為“四書章句集注”，簡稱“四書集注”。
此書是朱熹傾注畢生心血之作，他至臨死前一天還在修改《大學·誠意章》的注，如他自己所說“畢力鉆研，死而後已”。
1313年，元仁宗发布诏令定“四書集注”為科舉考試的定本，指望中举的读书人必须熟读，不得另外解释。明清两朝沿用。，可見其對日後學術發展的重要性。

## 負面評價
毛奇齡反對朱熹理學，曾撰《四書改錯》批評《四書集注》，書中首句便謂「四書無一不錯」，罗列朱熹《四书》注释的错误达451条。